# Pozo Salado
Pozo Salado (también llamada Punta Mejillón o Caleta de los Loros) es un balneario y localidad argentina del departamento Adolfo Alsina, en la provincia de Río Negro. Se encuentra dentro de un Área Natural Protegida dependiente de la Secretaría de Ambiente y Cambio Climático del gobierno de Río Negro.

## Ubicación
Se encuentra en la costa norte del Golfo San Matías. Se accede por la RP 1 que bordea el Mar Argentino, o por el camino de tierra de la RP 52, que nace sobre RN 3 en el km 1059.
Cuenta con 15 construcciones similares a las de bahía Creek. Es un área natural protegida provincial: Pozo Salado-Caleta de los Loros.

## Atracciones
En el sector se pueden ver varias especies de aves playeras y un apostadero de lobos marinos de un pelo (Otaria flavescens) a varios km. Hacia el oeste, su ingreso está prohibido. Cómo así también la circulación de vehículos motorizados en diferentes sectores de la playa, según lo determina el plan de manejo.[cita requerida]

## Población
Según el censo del día miércoles 27 de octubre de 2010, la población en forma estable era de 5 habitantes (Indec, 2010), esto se debe a que esta localidad es frecuentada mayormente durante la época estival. Las únicas personas que están todo el año son los guardas ambientales que pertenecen al sistema de áreas protegidas de la provinciales río Negro, ellos se encargan de asegurar un buen uso de recursos naturales y concientizar a las personas sobre la conservación del sector.
El censo 2022 registró una población de 280 habitantes que se repartieron entre 156 hombres y 124 mujeres. Sin embargo, las cifras obtenidas fueron estimativas solo teniendo en cuenta a la población en viviendas particulares; es decir, excluyendo del dato a la población institucional y las personas sin hogar. Gracias a este censo también fue posible conocer su densidad y tamaño urbano.
| Gráfica de evolución demográfica de Pozo Salado entre 1991 y 2022 |
|                                                                   |
| Fuente: Censos nacionales del INDEC                               |